# Days of Rising Doom
Days of Rising Doom — рок-опера немецкой супергруппы Aina в жанре прогрессивного метала и симфо-пауэр метала. Аманда Сомервилль написала тексты и разработала концепцию оперы, а Роберт Хенеке-Риззо написал музыку. Продюсером выступил Саша Паэт.

## Сюжет
Действие разворачивается в вымышленной стране под названием Аина. Ко двору короля Таития приходят три пророка, возвещающие о приближающихся тёмных временах, но он не внимает их предупреждению и прогоняет прочь.
Потом действие переносится в более поздние времена. Сыновья короля — Торек и Талон — оба пытаются добиться руки прекрасной Ории Аллейан. Девушка выбирает Талона, и обозлённый Торек, который по старшинству должен унаследовать корону, бежит из страны, возненавидев свой народ, страну, брата и Орию.
Далее Торек становится предводителем расы Кракон, сменив своё имя на имя их бога Сорвахра. Он обретает огромную силу и ведёт краконскую армию против Аины, где в это время правит Талон. Сорвахр и его военачальник Бактук разоряют страну и берут в осаду столицу королевства. Чтобы спасти людей, Ория сдаётся в плен и Сорвахр возвращается в свои владения. Практически потерявший надежду Талон поручает своему советнику Тайрену спрятать в надёжном укрытии малолетнюю принцессу Ориану. Ория же в плену рожает Сорвахру сына Сириуса.
Много лет спустя Ориана и Сириус случайно встречаются на берегу озера и влюбляются в друг друга, но не подозревают, что на самом деле они родственники и заклятые враги. Когда же принцесса достигает совершеннолетия, Талон забирает её с собой и поднимает восстание против Сорвахра. Против них выступает армия во главе с Сириусом, но перед битвой они с Орианой, увидев друг друга, решают не начинать боя и заключить мир. Узнав об этом, разъярённый Сорвахр убивает сына и кричит Ориане, что на самом деле Сириус был её братом. В ответ Ориана в гневе вступает в бой с Сорвахром и побеждает его. Войска Аины освобождают из заточения королеву Орию, и в стране вновь воцаряется мир.

## Состав
- Роберт Хенеке-Риззо — ударные, гитара, бас
- Саша Паэт — продюсер
- Майкл Роденберг — клавишные, аранжировка
- Аманда Сомервилль — тексты, вокал: Голос Девы, Совесть Орианы

### Исполнители
- Гленн Хьюз — Талон
- Томас Реттке — Торек/Сорвахр
- Кэндис Найт — Ория
- Андрэ Матос — Тайрен
- Дамьен Уилсон — король Таитий
- Олаф Хайер — Бактук
- Марко Хиетала — Сириус
- Сасс Джордан — Ориана
- Михаэль Киске — Рассказчик
- Тобиас Заммет — Рассказчик
- Себастьян Томсон — Рассказчик
- Синция Риззо — оперный вокал и бэк-вокал
- Ранневейг Зиф Сигурдардоффир — оперный вокал
- Симоне Симонс — меццо-сопрано
- Оливер Хартманн и Херби Ланганс — Пророки
- Юношеский хор Школы Тринити — Ангельский Хор Аины

### Инструменталисты
- Олаф Реитемейер — акустическая гитара на «Revelations» и «Serendipity»
- Дерек Шеринян — клавишные на «Siege of Aina»
- Йенс Йоханссон — клавишные на «Reveletaions»
- Т.М. Стивенс — бас на «Son of Sorvahr»
- Алекс Нашке — орган на «Son of Sorvahr»
- Эрно Вуоринен — соло на «Rebellion»
- Томас Йангблад — соло на «Lalae Amer»
- Эрик Норландер — клавишные на «Rebellion»

## Список композиций

### Диск 1 —Days of Rising Doom
1. «Aina Overture» — 2:01
2. «Revelations» — 5:29
3. «Silver Maiden» — 5:00
4. «Flight Of Torek» — 5:21
5. «Naschtok Is Born» — 4:39
6. «The Beast Within» — 3:17
7. «The Siege Of Aina» — 6:50
8. «Talon’s Last Hope» — 6:10
9. «Rape Of Oria» — 3:05
10. «Son Of Sorvahr» — 2:58
11. «Serendipity» — 4:04
12. «Lalae Amer» — 4:13
13. «Rebellion» — 4:01
14. «Oriana’s Wrath» — 6:13
15. «Restoration» — 4:55

### Диск 2 —The Story Of Aina
1. «The Story Of Aina» — 15:08
2. «The Beast Within» — (single version) — 3:43
3. «Ve Toura Sol-Rape Of Oria» — (Ainae version) — 3:05
4. «Flight Of Torek» — (single version) — 3:33
5. «Silver Maiden» — (alternate version) — 4:59
6. «Talon’s Last Hope» — (demo) — 5:46
7. «The Siege Of Aina» — (single version) — 3:55
8. «The Story Of Aina» — (instrumental) — 15:00
9. «Oriana’s Wrath» — (alternate version) Japanese bonustrack — 6:13